# María de las Mercedes de Borbón y Orléans
Maria Mercedes Burbon-Sycylijska, hrabina Barcelony, hiszp. Doña María de las Mercedes de Bórbon-Dos Sicilias y Orléans, właściwie: María de las Mercedes Cristina Genara Isabel Luísa Carolina Victoria (ur. 23 grudnia 1910, Madryt, zm. 2 stycznia 2000, Lanzarote) – księżniczka Obojga Sycylii. Infantka Hiszpanii i hrabina Barcelony jako żona Jana Burbona i matka króla Jana Karola I.
Maria Mercedes urodziła się w Madrycie, jako córka Carlosa Tancredi, księcia Obojga Sycylii i infanta Hiszpanii (wnuka króla Ferdynanda II Burbona), oraz jego drugiej żony Ludwiki Orleańskiej, księżniczki francuskiej, córki Filipa Orleańskiego – hrabiego Paryża. W chwili narodzin nadano jej tytuł infantki Hiszpanii, jednak Maria Mercedes właściwie go nie używała, ponieważ była przede wszystkim księżniczką sycylijską.
Jej rodzina przeniosła się do Sewilli, a jej ojciec został Wojskowym Kapitanem Generalnym prowincji. Później mieszkali w Cannes i w Paryżu, we Francji. W Paryżu Maria Mercedes studiowała sztukę w Luwrze.

## Małżeństwo
14 stycznia 1935 w Rzymie uczestniczyła w weselu infantki Beatrycze, córki wygnanego z Hiszpanii króla Alfonsa XIII. Tam poznała brata panny młodej, swojego dalekiego kuzyna i przyszłego męża – infanta Don Juana Hiszpańskiego, czwartego syna króla i następcę tronu. Ślub Marii Mercedes i Jana miał miejsce 12 października 1935, także w Rzymie. W 1934 jej mąż otrzymał tytuł hrabiego Barcelony, a ona została hrabiną. Para miała 4 dzieci:
- infantkę Doña Pilar, księżną Badajoz (ur. 1936),
- Don Juana Carlosa, króla Hiszpanii (ur. 1938),
- infantkę Doña Margaritę, księżną Sorii, księżną Hernani (ur. 1939),
- infanta Don Alfonso (1941–1956).

Para mieszkała w Cannes i w Rzymie, a po wybuchu II wojny światowej, przeniosła się do Lozanny – do królowej Wiktorii Eugenii, matki Jana. Później mieszkali jeszcze w Estoril w Portugalii.

## Dalsze życie
W 1976 – rok po restauracji Burbonów na tronie Hiszpanii rodzina Marii Mercedes wróciła do Hiszpanii. Maria Mercedes była mediatorką między mężem a synem, skłóconymi od momentu, kiedy dyktator Francisco Franco wyznaczył młodego Jana Karola na następcę tronu, pomijając Jana. W 1977 Jan oficjalnie zrzekł się wszystkich swoich roszczeń do korony na rzecz swojego syna, który znowu oficjalnie pozwolił mu zatrzymać tytuł hrabiego Barcelony.
W 1982 Maria Mercedes złamała kość biodrową, a w 1985 drugą kość biodrową (lewą). To zmusiło ją do korzystania z wózka inwalidzkiego do końca życia. W 1993 została wdową. Była miłośniczką walk byków i całej kultury andaluzyjskiej. W 1995 jej wnuczka infantka Elena wzięła ślub w Sewilli – właśnie dlatego, że Maria Mercedes kochała to miasto.
Zmarła na atak serca, w królewskiej rezydencji w La Mareta na wyspie Lanzarote, gdzie cała rodzina królewska świętowała Nowy Rok. Została pochowana z honorami przysługującymi królowej (matce króla) w Królewskiej Krypcie, w Pałacu Escorial pod Madrytem.